# Harcèlement sexuel sur le lieu de travail aux États-Unis

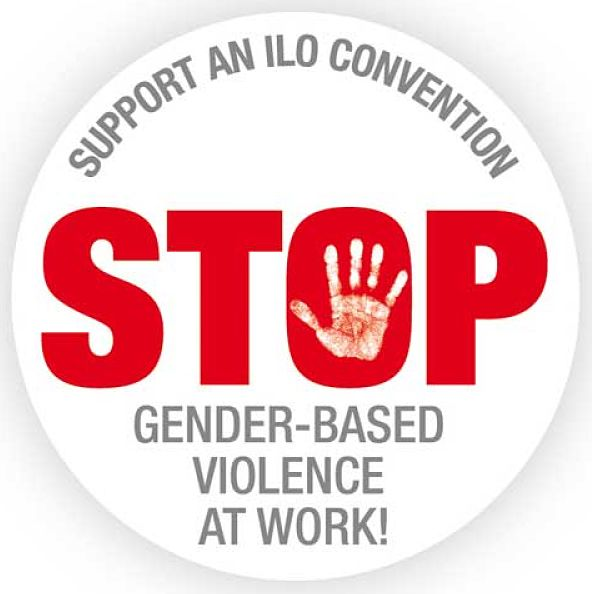
Confédération Syndicale Internationale (2015-2017).

Le harcèlement sexuel sur le lieu de travail est considéré comme une forme de discrimination fondée sur le sexe aux États-Unis depuis le milieu des années 1970,.
Aux États-Unis, la loi reconnaît deux formes de harcèlement sexuel:
- harcèlement sexuel quid pro quo : cas où une personne employée fait l'objet d'un harcèlement sexuel avec à la clé un emploi, une hausse de salaire, un avantage professionnel ou une promotion, avec une notion de rapports hiérarchiques ;
- environnement de travail hostile : cas où le harcèlement sexuel résultant d'une atmosphère délétère sur le lieu de travail a une incidence sur le rendement de la personne employée.

## Histoire
Aux États-Unis, le Civil Rights Act de 1964 interdit une discrimination à l'embauche fondée sur la race, le sexe, la couleur, l'origine nationale ou la religion. Initialement prévue uniquement pour lutter contre le harcèlement sexuel des femmes, (42 U. S. C. § 2000e-2) l'interdiction de la discrimination fondée sur le sexe couvre à la fois les femmes et les hommes. Cette forme de discrimination se produit lorsqu'un emploi requiert un sexe spécifique, comme pour les postes de serveuse ou de menuisier, ou lorsque des critères neutres comme des limites de taille ou de poids empêchent indirectement l'embauche de personnes d'un certain sexe. La loi ne s'applique qu'aux entreprises de plus de 15 salariés.
Barnes v. Train (1974) est généralement considéré comme le procès concernant un cas de harcèlement sexuel en Amérique, même si le terme « harcèlement sexuel » n'a pas été utilisé. Le terme « harcèlement sexuel » a été inventé et popularisé par Lin Farley en 1975, basé sur un modèle qu'elle a identifié au cours d'un cours donné en 1974 à l'Université de Cornell  sur les femmes et le travail.
En 1976, le cas  Williams v. Saxbe établit le harcèlement sexuel comme une forme de discrimination fondée sur le sexe lorsque les avances sexuelles d'un homme exerçant une fonction hiérarchique envers une salariée, si elles sont avérées, se révèlent constituer une barrière artificielle à l'emploi envers un sexe donné. En 1980, la Equal Employment Opportunity Commission (EEOC) publie des règlements définissant le harcèlement sexuel et le définissant comme une forme de discrimination fondée sur le sexe interdite par la Loi sur les Droits civiques de 1964. En 1986 dans le cas de Meritor Banque d'Épargne de la v. Vinson, la Cour Suprême reconnait pour la première fois le terme "harcèlement sexuel" comme une violation du Titre VII, qui établit les normes pour établir si une conduite donnée est appropriée ainsi que le niveau de responsabilité de l'employeur. Elle établit également que des conduites ou des paroles peuvent en elles-mêmes contribuer à créer un "environnement hostile".
Le Civil Rights Act de 1991 ajoute des dispositions aux protection mentionnées dans le Titre VII qui comprennent  l'élargissement du droit des femmes à poursuivre et recevoir des dommages-intérêts pour des cas avérés de discrimination sexuelle ou de harcèlement. Le cas Ellison v. Brady entraîne le rejet de la notion de norme de la personne raisonnable pour accepter celle de la  faveur de la « norme standard raisonnable d'une femme standard » qui a permet d'analyser les cas en fonction du point de vue de la victime et non du défendeur. En 1991, Jenson v. Eleveth Taconite Co. est devenu le premier cas de  recours collectif ouvrant la voie pour  d'autres recours.
Sept ans plus tard, en 1998, pour le même cas, de nouveaux précédents sont établis qui élargissent les limites du processus de "découverte" en cas de harcèlement sexuel, ce qui permet ensuite à des traumatismes physiques et psychologiques établis par les procédures de poursuite d'être inclus dans l'évaluation des dommages-intérêts à accorder. La même année, les tribunaux ont conclu dans Faragher v. Ville de Boca Raton, en Floride, et Burlington v. Ellerth, que les employeurs sont responsables de harcèlement de la part de leurs employés,. En outre, Oncale v. Sundowner Services Offshore crée un précédent pour les personnes de même sexe dans les cas  de harcèlement, harcèlement sexuel non motivé par le "désir sexuel", en précisant que toute discrimination fondée sur le sexe est passible de poursuites, tant qu'elle place la victime dans une condition de travail objectivement défavorable, quel que soit le sexe de la victime ou de l'auteur du harcèlement.
En 2006, dans le cas de la Burlington Northern & Santa Fe Railway Co. v. Blanc, la norme pour les représailles à l'encontre d'un harcèlement sexuel plaignant a été révisée pour inclure des effets indésirables sur la décision de l'emploi ou de traitement qui serait de nature à dissuader un "raisonnable travailleur" de faire ou de soutenir une accusation de discrimination.
Au cours de 2007, 12 510 cas de harcèlements sexuels au travail sont signalés à la U.S. Equal Employment Opportunity Commission.
En 2010, le cas  Reeves v. C. H. Robinson Worldwide, Inc. statue qu'un environnement de travail hostile peut être créé dans un milieu de travail où un langage et des paroles sexuellement explicites sont présentes Un milieu de travail hostile peut être constitué par le seul traitement en groupe des personnes employées, même si ce traitement de groupe ne cible pas une personne en particulier.
De 2010 à 2016, les plaintes émanant d'hommes constituent environ 17 % des plaintes de harcèlement sexuel déposées auprès de l'EEOC.
En 2017 un sondage MSN sondage établit que 31 % des personnes aux États-Unis ont été victimes de harcèlement sexuel sur leur lieu de travail, que 45 % de femmes et 15 % d'hommes allèguent avoir subi un harcèlement sexuel.

## Harcèlement sexuel au gouvernement
La législature de la Californie à Sacramento est connue pour avoir accordé au moins 850 000 $ dans le cadre d'arrangements concernant du harcèlement sexuel dans la période 1996-2017, bien que le New York Times note que les arrangements financiers ne sont en général pas connus du public en raison des termes mêmes négociés dans le cadre de ces arrangements. Le Congrès des États-Unis a versé 17 millions de dollars entre 1990 et 2017 dans le cadre d'arrangements financiers concernant des affaires de  harcèlement sexuel et de discrimination.

## Harcèlement dans l'industrie du cinéma
En 2017 l'affaire Harvey Weinstein révèle la problématique du harcèlement sexuel dans l'industrie du cinéma et débouche sur une vague de protestation avec le hashtag #Metoo sur les réseaux sociaux. 